# Hélène Grimaudová
Hélène Grimaud, přechýleně Hélène Grimaudová (* 7. listopadu 1969 Aix-en-Provence) je francouzská klavíristka a environmentální aktivistka, která se angažuje ve prospěch ochrany vlků, založila mj. Wolf Conservation Center v South Salemu (stát New York).

## Život a kariéra
Původní příjmení rodičů umělkyně, kteří byli židovského původu (otec však byl adoptován katolickou rodinou), znělo Grimaldi. Rodina se ještě před jejím narozením přestěhovala spolu s mnoha dalšími tzv. černýma nohama (pieds noirs) z Alžírska do Francie.
Hélène Grimaud studovala od roku 1982 na pařížské konzervatoři u profesora Jacquese Rouviera. V roce 1985 obdržela první cenu konzervatoře a taky cenu Grand Prix du Disque od Akademie Charles Cros za nahrávku Klavírní sonáty č. 2 Sergeje Rachmaninova. 
V roce 1987 zahájila svou koncertní kariéru sólovým recitálem v Paříži a vystoupením s Orchestre de Paris pod taktovkou Daniela Barenboima.

## Pražské koncerty
V pražském Rudolfinu vystoupila Hélène Grimaud v roce 1999 na Pražském podzimu.
Její druhé pražské angažmá, opět na festivalu Pražský podzim dne 15. září 2007, bylo těsně před generální zkouškou zrušeno. Podle organizátorů festivalu došlo k neshodě ohledně ladění klavíru, kdy Grimaud odmítla pro podobné koncerty běžně používaný kvalitní nástroj a měla požadavky na časově i smluvně nerealizovatelné úpravy. 
Naproti tomu podle Grimaudové i podle orchestru Sächsische Staatskapelle, který s ní měl vystoupit, bylo skutečným důvodem zrušení koncertu agresivní chování podnapilého ředitele festivalu Pavla Špirocha, který se do sporu o ladění neurvale vložil, byl vůči Grimaudové slovně hrubý a koncert zrušil dřív, než stačila Česká filharmonie nabídnout jako možné řešení jiný ze svých klavírů.
Znovu měla v Praze Grimaudová vystoupit s klavírním recitálem 20. dubna 2013 ve Španělském sále při předávání ceny Antonína Dvořáka.
Koncert ovšem pořadatelé zrušili z „organizačních důvodů“ bez upřesnění podrobností.